# NGC 753
NGC 753 ist eine Balken-Spiralgalaxie vom Hubble-Typ SBbc im Sternbild Andromeda am Nordsternhimmel. Sie ist schätzungsweise 225 Millionen Lichtjahre von der Milchstraße entfernt und hat einen Durchmesser von etwa 195.000 Lichtjahren. Die Galaxie gilt als Mitglied der Galaxiengruppe Abell 262. 

Im selben Himmelsareal befinden sich u. a. die Galaxien NGC 732, NGC 759, IC 171, IC 178.
Die Supernova SN 1954E wurde hier beobachtet.
Das Objekt wurde am 16. September 1865 von dem deutsch-dänischen Astronomen Heinrich Louis d’Arrest entdeckt.